# Bóng bàn tại Đại hội Thể thao Đông Nam Á 2017
Môn bóng bàn tại Đại hội Thể thao Đông Nam Á 2017 đang được tổ chức trong Hội trường 7 MiTEC, Kuala Lumpur từ ngày 20 đến ngày 26 tháng 8 năm 2017.

## Danh sách huy chương
| Đơn nam      | Gao Ning · Singapore                                                                                 | Clarence Chew Zhe Yu · Singapore                                                                                    | Padasak Tanviriyavechakul · Thái Lan |  |  |  |
| Đơn nam      | Gao Ning · Singapore                                                                                 | Clarence Chew Zhe Yu · Singapore                                                                                    | Richard Gonzales · Philippines |  |  |  |
| Đơn nữ       | Feng Tianwei · Singapore                                                                             | Zhou Yihan · Singapore                                                                                              | Nanthana Komwong · Thái Lan |  |  |  |
| Đơn nữ       | Feng Tianwei · Singapore                                                                             | Zhou Yihan · Singapore                                                                                              | Suthasini Sawettabut · Thái Lan |  |  |  |
|              | | | |  |  |  |
| Đôi nam      | Singapore (SGP) · Gao Ning · Pang Xue Jie                                                            | Singapore (SGP) · Clarence Chew Zhe Yu · Ethan Poh Shao Feng                                                        | Indonesia (INA) · Ficky Supit Santoso · M. Bima Abdi Negara                                                                             |  |  |  |
| Đôi nam      | Singapore (SGP) · Gao Ning · Pang Xue Jie                                                            | Singapore (SGP) · Clarence Chew Zhe Yu · Ethan Poh Shao Feng                                                        | Thái Lan (THA) · Padasak Tanviriyavechakul · Supanut Wisutmaythangkoon                                                                  |  |  |  |
| Đôi nữ       | Singapore (SGP) · Feng Tianwei · Yu Mengyu                                                           | Singapore (SGP) · Lin Ye · Zhou Yihan                                                                               | Indonesia (INA) · Gustin Dwijayanti · Lilis Indriani                                                                                    |  |  |  |
| Đôi nữ       | Singapore (SGP) · Feng Tianwei · Yu Mengyu                                                           | Singapore (SGP) · Lin Ye · Zhou Yihan                                                                               | Việt Nam (VIE) · Mai Hoàng Mỹ Trang · Nguyễn Thị Nga                                                                                    |  |  |  |
| Đôi nam nữ   | Thái Lan (THA) · Padasak Tanviriyavechakul · Suthasini Sawettabut                                    | Singapore (SGP) · Pang Xue Jie · Yu Mengyu                                                                          | Singapore (SGP) · Clarence Chew Zhe Yu · Zhou Yihan                                                                                     |  |  |  |
| Đôi nam nữ   | Thái Lan (THA) · Padasak Tanviriyavechakul · Suthasini Sawettabut                                    | Singapore (SGP) · Pang Xue Jie · Yu Mengyu                                                                          | Việt Nam (VIE) · Đinh Quang Linh · Mai Hoàng Mỹ Trang                                                                                   |  |  |  |
|              | | | |  |  |  |
| Đồng đội nam | Việt Nam (VIE) · Bùi Tuấn Anh · Đinh Quang Linh · Nguyễn Anh Tú · Đoàn Bá Tuấn Anh · Trần Tuấn Quỳnh | Singapore (SGP) · Clarence Chew Zhe Yu · Gao Ning · Pang Xue Jie · Ethan Poh Shao Feng · Lucas Tan                  | Malaysia (MAS) · Muhd Shakirin Bin Ibrahim · Leong Chee Feng · Muhamad Ashraf Haiqal Bin Muhamad Rizal · Wong Chun Cheun · Choong Javen |  |  |  |
| Đồng đội nam | Việt Nam (VIE) · Bùi Tuấn Anh · Đinh Quang Linh · Nguyễn Anh Tú · Đoàn Bá Tuấn Anh · Trần Tuấn Quỳnh | Singapore (SGP) · Clarence Chew Zhe Yu · Gao Ning · Pang Xue Jie · Ethan Poh Shao Feng · Lucas Tan                  | Indonesia (INA) · Habibie Wahid · Ficky Supit Santoso · Donny Prasetya Aji · Deepash Anil Bhagwani · Muhannad Bima Abdi Negara          |  |  |  |
| Đồng đội nữ  | Singapore (SGP) · Feng Tianwei · Yu Mengyu · Zhou Yihan · Lin Ye · Yee Herng Hwee                    | Thái Lan (THA) · Nanthana Komwong · Suthasini Sawettabut · Khetkuan Tamolwan · Paranang Orawan · Jinnipa Sawettabut | Indonesia (INA) · Novita Oktariyani · Lilis Indriani · Kharisma Nur Hawwa · Hani Tri Azhari · Gustin Dwijayanti                         |  |  |  |
| Đồng đội nữ  | Singapore (SGP) · Feng Tianwei · Yu Mengyu · Zhou Yihan · Lin Ye · Yee Herng Hwee                    | Thái Lan (THA) · Nanthana Komwong · Suthasini Sawettabut · Khetkuan Tamolwan · Paranang Orawan · Jinnipa Sawettabut | Malaysia (MAS) · Ng Sock Khim · Lee Rou You · Ho Ying · Ting Hie Phin · Alice Chang Li Sian                                             |  |  |  |

## Tóm tắt huy chương

### Bảng huy chương
| Hạng               | Đoàn               | Vàng | Bạc | Đồng | Tổng số |
| ------------------ | ------------------ | ---- | --- | ---- | ------- |
| 1                  | Singapore          | 5    | 6   | 1    | 12      |
| 2                  | Thái Lan           | 1    | 1   | 4    | 6       |
| 3                  | Việt Nam           | 1    | 0   | 2    | 3       |
| 4                  | Indonesia          | 0    | 0   | 4    | 4       |
| 5                  | Malaysia           | 0    | 0   | 2    | 2       |
| 6                  | Philippines        | 0    | 0   | 1    | 1       |
| Tổng số (6 đơn vị) | Tổng số (6 đơn vị) | 7    | 7   | 14   | 28      |